# ATSV Sattledt
Der ATSV Sattledt ist ein Fußballverein aus der oberösterreichischen Marktgemeinde Sattledt. Der Verein gehört dem Oberösterreichischen Fußballverband (OFV) an und spielt seit der Saison 2012/13 in der Landesliga West, der fünfthöchsten Spielklasse.

## Geschichte
Der ATSV Sattledt wurde 1946 gegründet. Nach Jahren im oberösterreichischen Unterhaus wurde der Verein in der Saison 1993/94 Meister in der 2. Landesliga Ost und stieg somit erstmals in die viertklassige OÖ Liga, die höchste Spielklasse des Bundeslandes, auf. In der Saison 1994/95 nahm der Verein auch erstmals an der Qualifikation zum ÖFB-Cup teil, bei der man allerdings dem Wiener Sport-Club unterlag. Die Debütsaison in der Landesliga beendete man auf dem fünften Tabellenrang.
In der Saison 1995/96 scheiterte Sattledt wie schon in der Vorsaison in der Qualifikation an einer Teilnahme am Cup, diesmal verlor man gegen den Zweitligisten SV Braunau. Auch in der Spielzeit 1996/97 misslang gegen den SC Breitenfeld ein Sieg in der Vorrunde. In der Liga konnte man in den ersten Saisonen in der OÖ Liga stets die Klasse halten oder sich sogar im gesicherten Mittelfeld platzieren. In der Saison 1998/99 nahm Sattledt schließlich erstmals an der Hauptrunde des ÖFB-Cups teil, in der man jedoch am FC Tulln scheiterte.
Die zweite Cupteilnahme folgte in der Spielzeit 2002/03, diesmal unterlagen die Oberösterreicher allerdings dem Zweitligisten Wiener Sportklub. In der Saison 2005/06 nahm Sattledt ein drittes Mal an der ersten Hauptrunde teil, über die man jedoch auch dieses Mal nicht hinauskam. Diesmal siegte der Bundesligist FC Wacker Tirol in Sattledt. In der Liga hielt sich der Verein auch in den 2000er-Jahren immer und belegte zwischen 2003 und 2008 zu Saisonende immer einen Rang in den Top fünf.
In der Saison 2009/10 gelang der Klassenerhalt nur knapp, zu Saisonende hatte der Verein lediglich einen Vorsprung von zwei Zählern auf den Tabellenletzten Union Mondsee. Nachdem man sich in der Saison 2010/11 als Neunter wieder sicher den Klassenerhalt gesichert hatte (auf den Absteiger Bad Ischl hatte man 19 Zähler Vorsprung), war es in der Saison 2011/12 schließlich soweit und der Klub musste nach 18 Spielzeiten in der OÖ Liga den Gang in die Fünftklassigkeit antreten. Sattledt belegte in jener Saison den vorletzten Tabellplatz, auf das rettende Ufer fehlten acht Punkte.
In der Saison 2012/13 belegte der Absteiger in der Landesliga Ost den fünften Platz, 2013/14 folgte Rang drei. In der Saison 2014/15 wurde Sattledt hinter dem ASV St. Marienkirchen Vizemeister, der Aufstieg wurde um sechs Zähler verpasst. Ab der Saison 2015/16 ging es allerdings bergab, zwischen 2015 und 2019 platzierte sich der Verein nur ein Mal in den Top 10 und kämpfte zumeist um den Klassenerhalt. In der Saison 2019/20 belegte der Verein zum Zeitpunkt des durch die COVID-19-Pandemie bedingten Saisonabbruchs den siebten Rang.

## Spielstätte

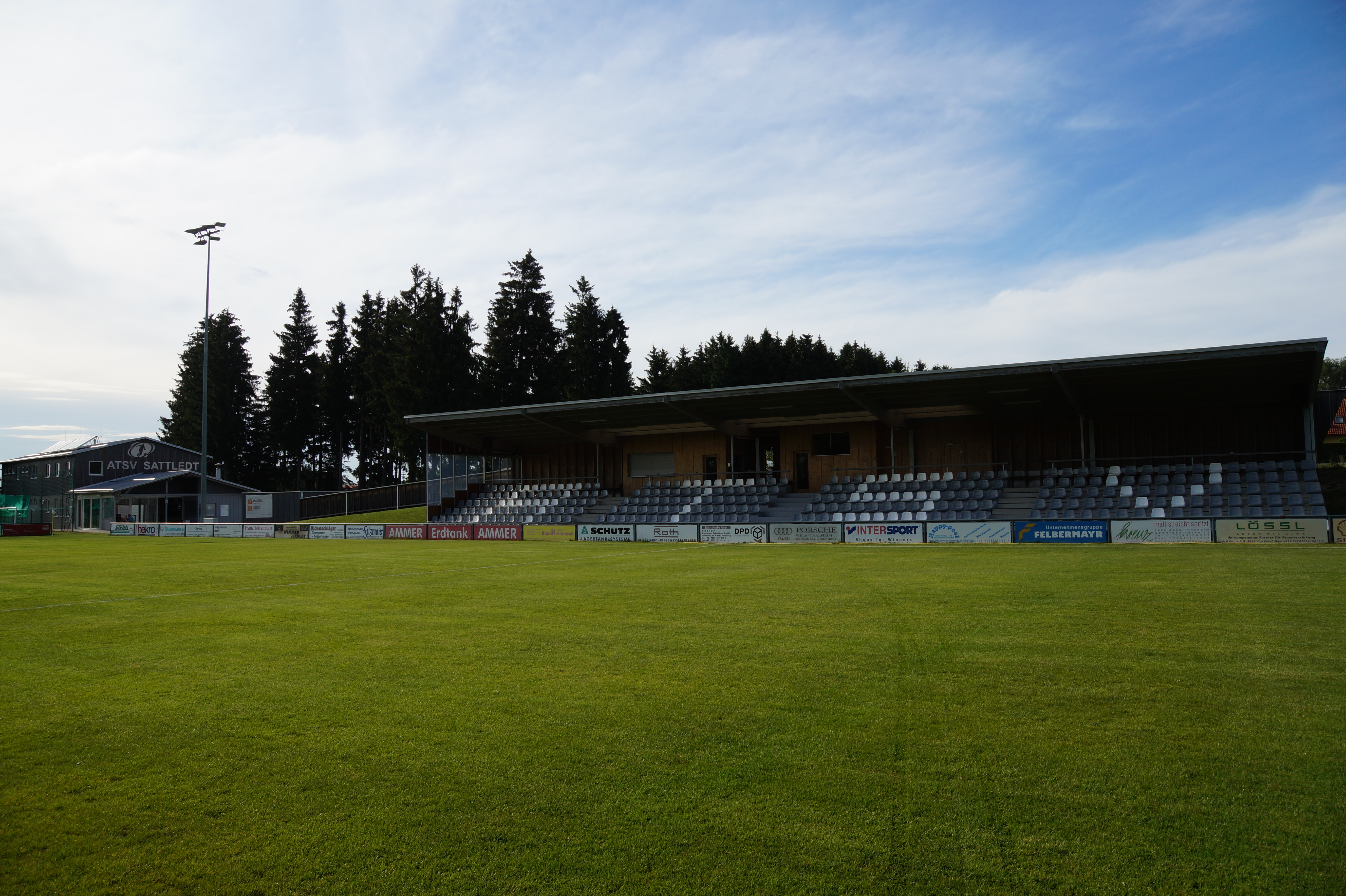
Voralpenkreuzarena (2017)

Die Heimspiele des ATSV Sattledt werden in der Voralpenkreuzarena (ehem. „Waldstadion“) ausgetragen. Das Fassungsvermögen der Sportanlage beträgt mehr als 1.800 Steh- und Sitzplätze. Die Sportstätte verfügt über zwei Fußballplätze mit integrierter Bewässerungsanlage und einem Vereinsheim. Die Sitzflächen der Haupttribüne zieren den Schriftzug „ATSV“.